# اریتریت
اریتریت  (به انگلیسی: Erythrite) با فرمول شیمیایی Co3[AsO4]. 8H2O از مجموعه کانی هاست و با چاقو بریده می‌شود-قابل انعطاف-دارای لومینسانس نارنجی از کلمه یونانی eruthros به معنای قرمزگرفته شده‌است. محلول در HNO۳ رنگ شعله را سبز روشن می‌کند روی شعله ذوب می‌شود ویک پرل خاکستری بابوی سیرتولید می‌کند و آب خود را از دست می‌دهد. CaO:۳۷٫۵۴٪  As2O۵:۳۸٫۳۹٪  H2O:۲۴٫۰۷٪  برای اولین بار در آلمان شرقی کشف شد و از نظر شکل بلور: منشوری - آسیکولار (شیاردار)، رنگ: قرمزارغوانی - قرمز روشن تا بنفش، شفافیت: نیمه شفاف، جلا: الماسی - صدفی، رخ: کامل - مطابق با، سیستم تبلور: مونوکلینیک و در رده‌بندی آرسنیات است و منشأ تشکیل آن ثانوی است.
همایند کانی‌شناسی (پارانژ) آن - فارماکولیت- آنّابرژیت- کلوآنتیت و غیره است
، از نظر ژیزمان بلوری - آگرگاتهای شعاعی، خاکی و پودری تقریباْ کمیاب است و بیشتر در آلمان، فرانسه، چک اسلواکی، اطریش، انگلستان، کانادا، مکزیک، مراکش یافت می‌شود.

## منبع
- پردیس کشاورزی ایران